# Michele Morrone
Michele Morrone, född 3 oktober 1990, är en italiensk skådespelare, fotomodell och sångare. Han är känd för sina roller som Massimo Torricelli i 2020 års erotiska thriller 365 Days och dess uppföljare, 365 Days: This Day och The Next 365 Days 2022.

## Filmografi (i urval)

### Film
- 2018: L'ultimo giorno del toro ... Valerio
- 2019: Bar Giuseppe ... Luigi
- 2020: 365 Days ... Don Massimo Torricelli
- 2022: 365 Days: This Day ... Don Massimo Torricelli / Adriano Torricelli
- 2022: The Next 365 Days ... Don Massimo Torricelli
- 2022: Duetto ... Marcello Bianchini
- 2024: Subservience ... Nick
- 2025: Another simple favor ... Dante Versano
- 2025 – The Housemaid

### TV-serie
- 2015: Provaci ancora prof! ... Bruno Sacchi
- 2017: Sirene ... Ares aka Gegè
- 2018: Renata Fonte ... Marcello My
- 2019: Medici ... Ship Captain
- 2019: The Trial ... Claudio Cavalleri

## Diskografi

### Album
- 2020: Dark Room
- 2023: Double

### Singlar
- 2020: "Feel It"
- 2020: "Hard For Me"
- 2021: "Beautiful"
- 2022: "Another Day"
- 2022: "Player"
- 2022: "Angels"
- 2023: "Push Me"
- 2023: "Bad Game"
- 2023: "Sweat Dreams (Are Made Of This)"